# Saudukat
Col termine di Saudukat (o anche Schweinsdukat, ducato del maiale, o Eberdukat, ducato del cinghiale) vennero designate delle monete in oro del peso di un ducato coniate dal langravio Luigi VIII d'Assia-Darmstadt attorno alla metà del XVIII secolo per premiare i più valorosi tra i cacciatori che seguivano e partecipavano alle sue battute, di cui era un grande appassionato. Le monete mostrano sul diritto un cinghiale e sul rovescio quattro "L" coronate, disposte in modo tale che risulti una croce. L'iscrizione presente sulla moneta fa riferimento al cinghiale raffigurato al diritto e ricorda: "Sono stato tradito dai ducati".